# 山国村
山国村（やまぐにむら）は、京都府北桑田郡にあった村。
現在の京都市右京区京北井戸町・京北大野町・京北小塩町・京北下町・京北辻町・京北塔町・京北鳥居町・京北中江町・京北初川町・京北比賀江町にあたる。

## 地理
- 山岳：天童山、飯森山
- 河川：桂川

## 歴史
- 1889年（明治22年）4月1日 - 町村制の施行により、北桑田郡井戸村・大野村・小塩村・下村・辻村・塔村・鳥居村・中江村・初川村・比賀江村の区域をもって成立。
- 1955年（昭和30年）3月1日 - 周山町・細野村・宇津村・黒田村・弓削村と新設合併して京北町が発足。同日山国村廃止。

## 村長
- 野尻岩次郎